# Vizualna komunikacija
Vizualna komunikacija (gledanje, kontakt očima, viđenje, izrazi lica, govor tijela itd.) je neverbalna vrsta komunikacije koja služi za priopćavanje ideja i informacija koje mogu biti pročitane, pregledane, pogledane. 
U početku je poistovjećivana s dvodimenzionalnim slikama; no sada uključuje i likovnu umjetnost, znakove, crteže, grafički dizajn, ilustracije, pa čak i pornografiju, a u posljednje vrijeme i web dizajn. Primjerice, grafički dizajneri u svom poslu koriste mnoge korisne metode vizualne komunikacije. Na World Wide Web-u vizualna je komunikacija gotovo najvažniji način komunikacije.